# Film- och TV-producenterna
Film- och TV-producenterna är en förening för TV-produktionsbolag med verksamhet i Sverige. Föreningen grundades 2009. Bland annat delar man ut det svenska TV-priset Ria och är delaktig i utdelningen av priset Kristallen.

## Verksamhet
Medlemsföretagen arbetar både med produktion av (lång)film, reklamfilm och TV-program. Föreningen är en av utdelarna av det svenska TV-priset Kristallen, tillsammans med SVT, TV4-Gruppen, ProSiebenSat.1 Media (bland annat Kanal 5) och MTG TV (bland annat TV3). Sedan 2011 delar dess TV-avdelning också ut det egna TV-producenternas pris, sedan 2014 kallat Ria, till svenska TV-produktioner och dess medarbetare.
Föreningen bildades 2009, efter ett samgående mellan Sveriges Filmproducenter, Sveriges TV-producenter och Sveriges Reklamfilmsproducenter (SRP). Man har drygt 120 medlemsbolag. Kontoret ligger i Filmhuset på Gärdet i Stockholm. Föreningen är även en av grundarna till FRF, Filmproducenternas Rättighetsförening.
Föreningen har även samarbete med internationella produktionsbolag för TV och svenska sammanslutningar av filmproduktionsbolag.

## Medlemmar
- Baluba Television
- Blu
- Dabrowski TV
- Deep Sea Productions
- Dixit Int.
- Dream Team Production
- Eyeworks
- Filmator i Norden
- Folke Rydén Produktion
- Fundament Film
- ja! mediaproduction AB
- Jarowskij
- Laika Film & Television
- Mastiff
- Meter Film & Television
- ModernTV
- Mutter Media
- Nordisk Film
- OTW
- Papadam Television
- SHOOT STHLM
- STO-CPH
- Strix Television
- Svea Television
- Teamwork Television
- Titan Television
- Tre Vänner Produktion
- Troja Television
- WEproduction

## Fotnoter
1. ↑  Föreningen skriver sig själv oftast som TV&Film-Producenterna[2] i sin marknadsföring, med hänvisning till att karaktären av egennamn då tydligare framgår. Källa: e-brev från Christine Larnfelt, 19 februari 2013.